# 科爾帕特里亞大樓

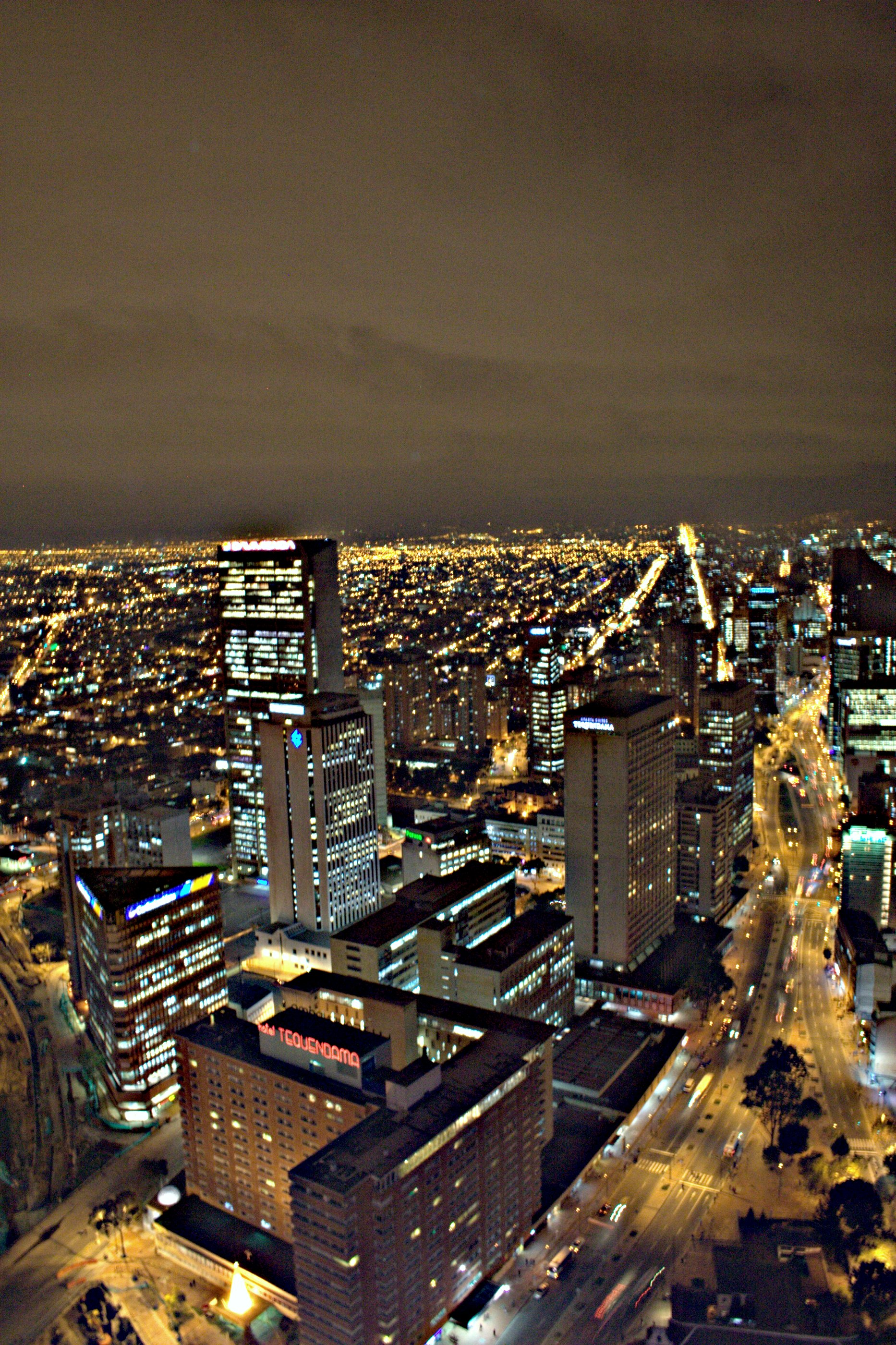
晚上從科爾帕特里亞大樓望向波哥大市中心

科爾帕特里亞大樓（Torre Colpatria）是位於哥倫比亞首都波哥大的一座摩天大樓，高196公尺、50層樓，1978年完工。科爾帕特里亞大樓作為哥倫比亞第一高樓長達37年，直到2015年被BD巴卡塔超越。

## 外部連結
- Emporis.com - Torre Colpatria

4°36′40″N 74°04′13″W / 4.611040°N 74.070288°W